# Morro do Pinto
Morro do Pinto är en kulle i Brasilien.   Den ligger i kommunen Rio de Janeiro och delstaten Rio de Janeiro, i den sydöstra delen av landet, 900 km sydost om huvudstaden Brasília. Toppen på Morro do Pinto är 20 meter över havet.
Terrängen runt Morro do Pinto är platt åt nordost, men åt sydväst är den kuperad. Havet är nära Morro do Pinto åt nordost.Trakten är tätbefolkad. Närmaste större samhälle är Rio de Janeiro, 0,62 km väster om Morro do Pinto. 
Runt Morro do Pinto är det i huvudsak tätbebyggt.